# Indústrias Reunidas Ferro e Aço
Indústrias Reunidas Ferro e Aço (IRFA) foi um fabricante brasileiro de locomotivas sediada no Rio de Janeiro, fundada em 1942 por Flávio Prado Uchôa e Fernando Galvão Antunes como uma subsidiária da Prado Uchoa & Cia. Ltda. A IRFA foi criada sob a supervisão do pessoal da Comissão Provisória de Serviços Motorizados (CPSM) da Estrada de Ferro Central do Brasil, como embrião de um projeto para a formação de uma indústria de motores e locomotivas no Brasil.

## História

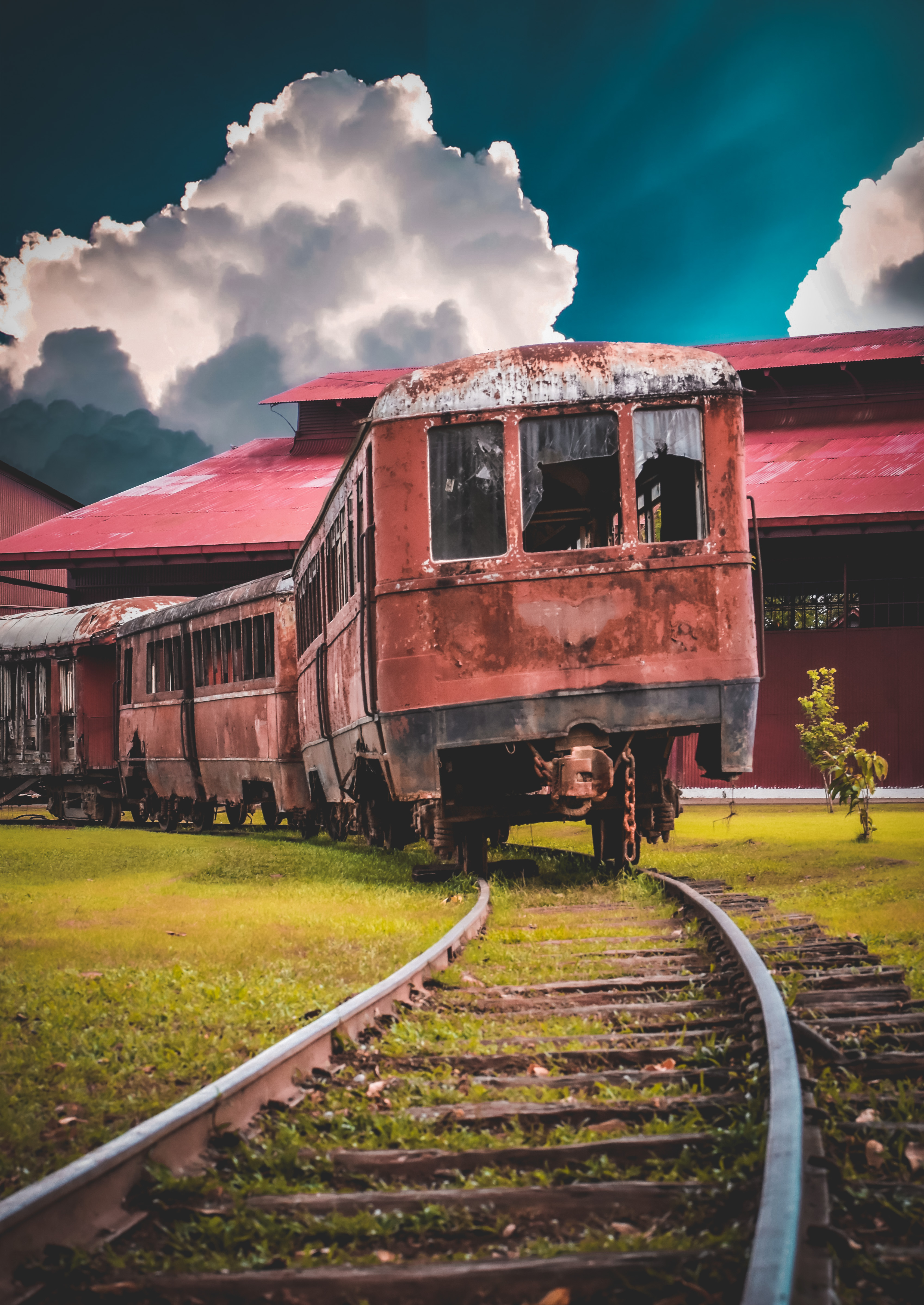
Uma das 20 automotrizes fabricadas pela IRFA para o Ministério da Viação no Museu da Estrada de Ferro Madeira Mamoré.

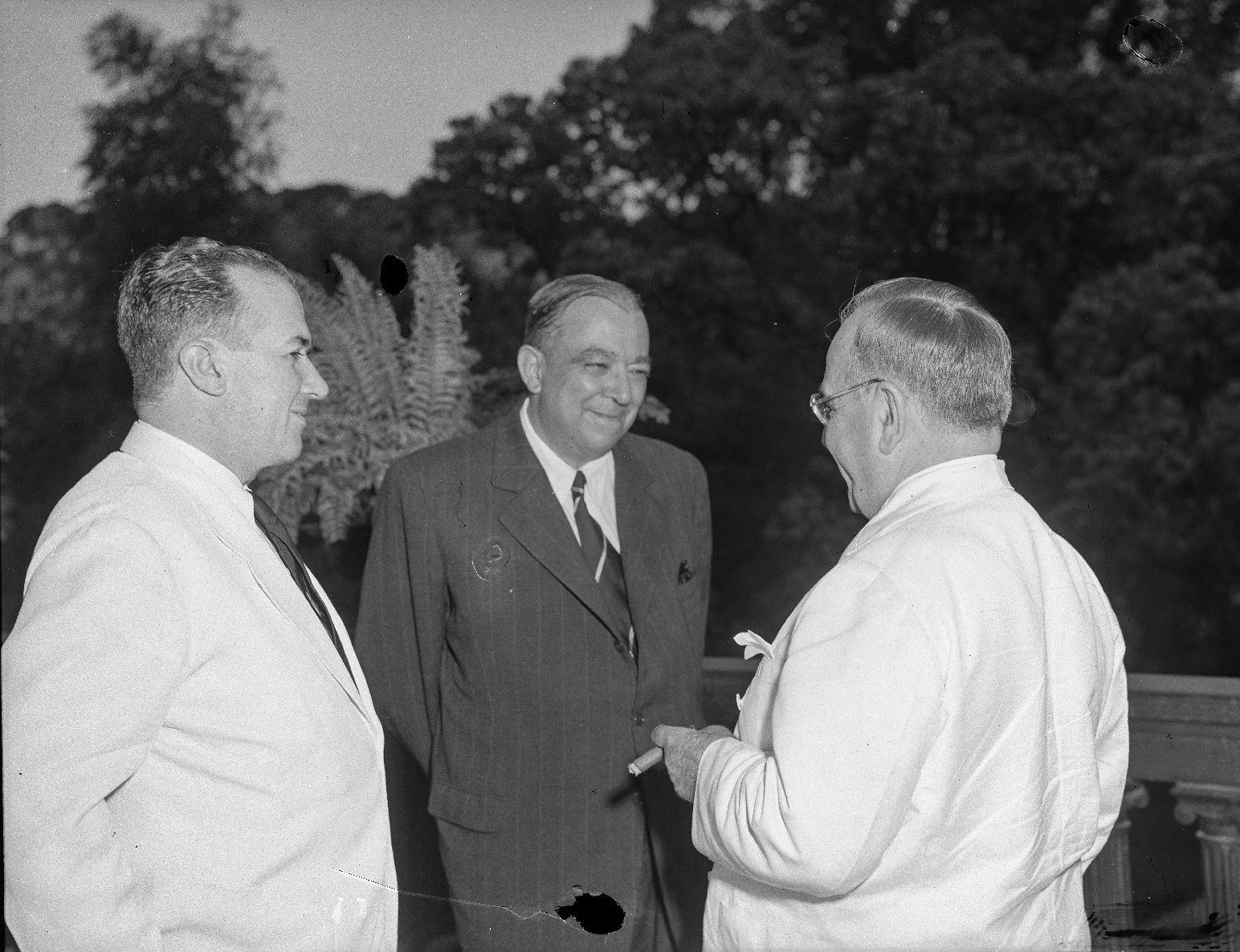
O engenheiro da IRFA Galvão Antunes (à esquerda) e o diretor da RVPSC Raul Zenha de Mesquita são recebidos em audiência pelo presidente Getúlio Vargas, 1952.
Arquivo Nacional.

Após trabalharem nos projetos de eletrificação da Estrada de Ferro Central do Brasil, os engenheiros Flávio Prado Uchôa e Fernando Galvão Antunes fundaram a Prado Uchoa & Cia. Ltda em 1942 e acabaram recebendo, sem concorrência, os trabalhos de eletrificação dos subúrbios da Central originalmente encomendados à empresa britânica Metropolitan-Vickers (que, envolvida no esforço de guerra britânico, teve de abandonar o contrato). Dentro do contrato de fornecimento da eletrificação, havia a previsão do fornecimento de locomotivas elétricas. Após montar uma locomotiva experimental para a Central, a Prado Uchoa abriu a Indústrias Reunidas Ferro e Aço (IRFA), empresa subsidiária para construir e montar locomotivas.
Em 1945 a recém fundada IRFA recebeu, sem concorrência, um contrato de fornecimento de 20 automotrizes diesel para o Ministério de Viação e Obras Públicas pelo valor de 38,5 milhões de cruzeiros. Apesar das denúncias de favorecimento surgidas na imprensa e da falta de experiência da IRFA (que até aquele momento não havia fabricado/montado uma única automotriz), a Central antecipou o pagamento de 60% do contrato em seis meses. O deputado federal Jurandir Pires denunciou em plenário que a IRFA cobrava preços sete vezes mais altos pelas automotrizes e era beneficiada pelo engenheiro da Central do Brasil e deputado Mauro Renault Leite, genro do presidente Dutra. Em outubro de 1946, apesar de 60% do contrato ter sido pago, nenhuma automotriz ainda havia sido entregue. Pressionado por seus pares, o deputado Renault Leite admitiu que até 1945 fora funcionário da IRFA, embora tenha defendido que nunca trabalhou no setor comercial da empresa mas sim no setor técnico. Mais tarde, surgiram denúncias de um outro contrato intermediado por Renault Leite de 12 automotrizes encomendadas pela Central do Brasil para a IRFA que nunca foram entregues, embora parte do contrato teria sido paga. Segundo denúncia do Jornal de Debates, Renault Leite estava adquirindo uma vinícola em Portugal com parte do dinheiro das automotrizes nunca entregues. 
Em uma reportagem publicada em 1952 no jornal A Noite, o ex ministro de Viação Macedo Soares (que assinou parte dos contratos das automotrizes com a IRFA em 1946) teceu elogios à empresa e ao engenheiro Galvão Antunes, suscitando suspeitas de favorecimento (dado que Galvão Antunes foi um antigo colaborador de Macedo Soares quando foi este foi presidente da Companhia Siderúrgica Nacional).
Apesar das denúncias, a IRFA manteve forte influência nos governos Dutra, Vargas e Café Filho, angariando várias encomendas públicas e isenções fiscais para importação de equipamentos. Em vídeo de 1950 mostra uma visita do Presidente Vargas a fabrica da IRFA, é possível ver locomotivas fabricadas, provavelmente o modelo entregue para a VFFLB, R. F. do Nordeste, E. F. Bragança ou Leopoldina. Essa situação iria mudar após a eleição de Juscelino Kubitschek, que optou pela importação de locomotivas americanas da GM e GE através de financiamentos do Export-Import Bank of the United States (Eximbank). Outro fator que contribuiu para a queda de encomendas de locomotivas da IRFA foram problemas técnicos de seus produtos, com destaque para as locomotivas elétricas fornecidas para a Viação Férrea Federal do Leste Brasileiro entre 1954 e 1958, classificadas em relatórios da Rede Ferroviária Federal como imprestáveis em poucos anos de uso.
Sem novas encomendas, a IRFA foi vendida por seus donos em outubro de 1958 para a Willys Overland do Brasil. A produção de locomotivas foi encerrada após a conclusão das 3 últimas máquinas do contrato com a Viação Férrea Federal do Leste Brasileiro. Posteriormente, a planta industrial, localizada no bairro de Santíssimo, acabou transformada em linha de montagem de jipes até ser desativada na década de 1970.

## Produção

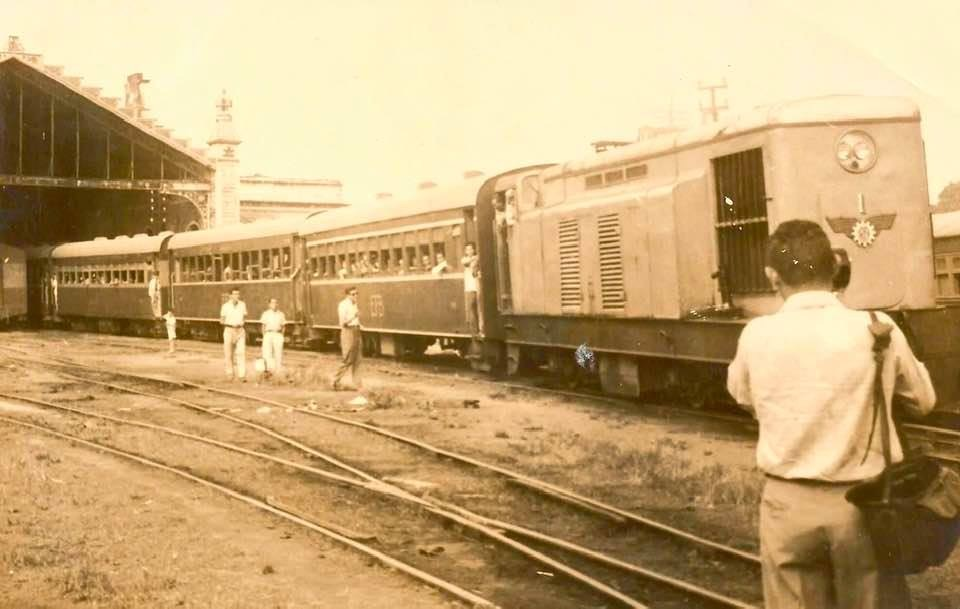
Locomotiva IRFA com um trem de passageiros na Estrada de Ferro Bragança, anos 1950

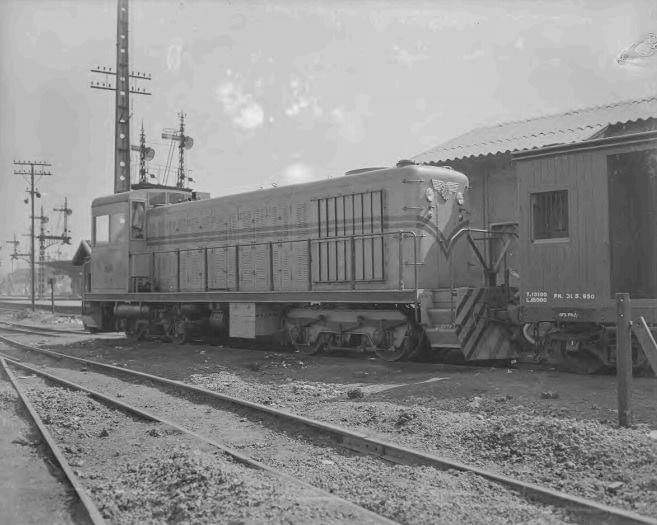
Locomotiva de fabricação IRFA da Estrada de Ferro Leopoldina

Entre 1942 e 1958 a IRFA produziu 36 locomotivas (montou outras 36), 46 conjuntos de automotrizes diesel e 250 vagões-tanque:

### Locomotivas e Automotrizes
| Ferrovia     | nº          | Potência (HP) | Tipo                                           | Rodagem | Bitola (m) | Quantidade | Ano de Fabricação | Obs.:                                                                                  |
| ------------ | ----------- | ------------- | ---------------------------------------------- | ------- | ---------- | ---------- | ----------------- | -------------------------------------------------------------------------------------- |
| VFFLB        | 1001 a 1013 | 800 ou 900    | Elétrica                                       | B-B     | 1,000      | 13         | 1954 a 1958       | Modelo 4800 Brown Boveri (parte elétrica)                                              |
| VFFLB        | 626 e 627   | 725           | Diesel-Elétrica                                | B-B     | 1,000      | 2          | 1951              |                                                                                        |
| RFN          | DE1 a DE3   | 675           | Diesel-Elétrica                                | B-B     | 1,000      | 3          | 1952              |                                                                                        |
| E.F.Bragança | 1 e 2       | 675           | Diesel-Elétrica                                | B-B     | 1,000      | 2          | 1952              |                                                                                        |
| Leopoldina   | 1000        | 675           | Diesel-Elétrica                                | B-B     | 1,000      | 1          | 1950              |                                                                                        |
| Leopoldina   | 1001 a 1013 | 2x950         | ESSLINGEN 1900 PS locomotiva Diesel-Hidráulica | C-C     | 1,000      | 13         | 1954              | Intermediação na compra de locomotivas da Esslingen Machine Works com Motor Diesel MAN |
| EFMM         |             |               | Automotriz                                     | B-B     | 1,000      | 2          | 1946              | Receberam os nomes de Presidente Vargas e Presidente Dutra                             |
| E.F.Ilhéus   |             |               | Automotriz                                     | B-B     | 1,000      | 2          |                   |                                                                                        |
| EFSC         |             |               | Automotriz + Reboque                           | B-B     | 1,000      | 2 + 2      | 1948              | Motor Suíço Sauer                                                                      |
| VFRGS        | 201-203     | 220           | Automotriz                                     | B-B     | 1,000      | 3          | 1954              | Motor Diesel "BUDA"                                                                    |
| VFRGS        | 2000 a 2009 | 2x950         | ESSLINGEN 1900 PS locomotiva Diesel-Hidráulica | C-C     | 1,000      | 10         | 1954              | Intermediação na compra de locomotivas da Esslingen Machine Works com Motor Diesel MAN |
| VFRGS        |             | 2x400         | Trem Diesel-Hidráulica Minuano                 | M-R-M   | 1,000      | 12         | 1954 - 1956       | Montagem do Minuano produzido pela MAN - Alemanha                                      |

Obs.: Existe divergência quanto a montagem dos Minuano, fotografias mostram que foram descarregados montados em porto gaúcho.

## VFFLB

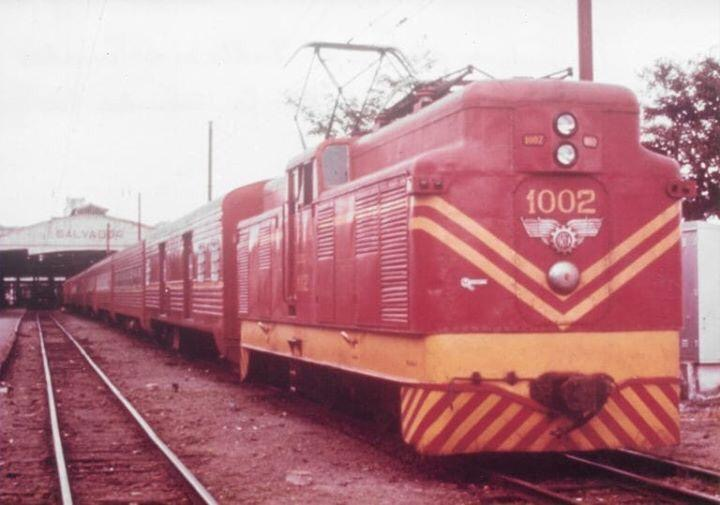
Locomotiva IRFA da VFFLB partindo da estação Calçada, em Salvador

Produziu 13 locomotivas para a VFFLB entre 1954 (1001-1010) e 1958 (1011-1013), possuíam rodagem B-B com potência de 900 hp, com tensão de 3.000 V em corrente continua. Todas as locomotivas foram construídas com material elétrico Brown Boveri.
Estas locomotivas apresentavam péssimo desempenho operacional, que tinham baixa potência e chegaram a ser qualificadas de "imprestáveis" nos relatórios da Leste Brasileiro. O fechamento da IRFA piorou a situação, pois passou a haver falta de sobressalentes. A partir de 1983, chegaram para operar junto com as locomotivas IRFA, cinco locomotivas elétricas Metropolitan-Vickers anteriormente usadas na Rede Mineira de Viação e Rede de Viação Paraná-Santa Catarina.
Foram sendo desativadas a partir de 1975, quanto somente 7 unidades estavam em operação, sendo as últimas encostadas e sucateadas na oficina de Aramari em 1992.

## VFRGS

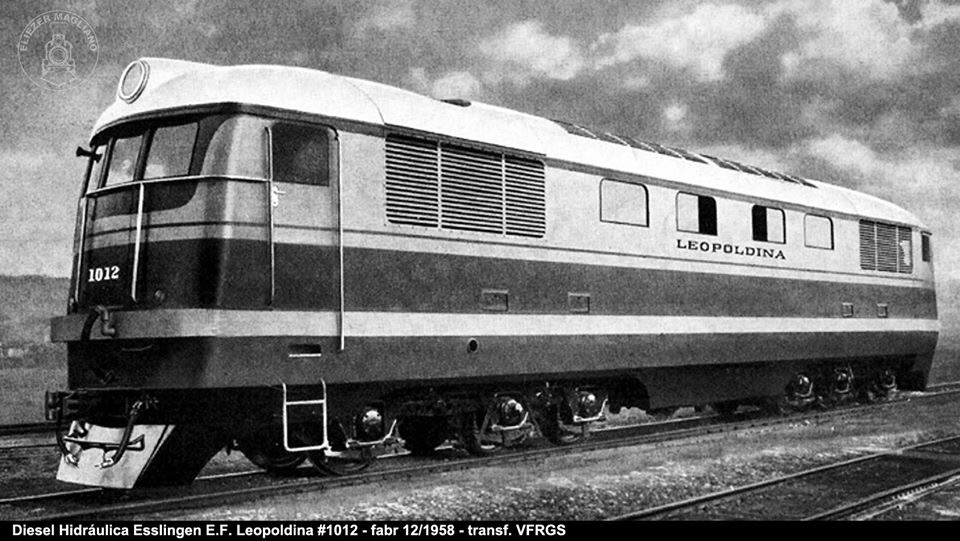
Locomotiva Esslingen montada pela IRFA para a Estrada de Ferro Leopoldina

Efetuou a montagem de locomotivas diesel-hidraúlicas do tipo ESSLINGEN 1900 PS da Esslingen Machine Works destinadas a VFRGS (10 unidades) e E. F. Leopoldina (13 unidades). Posteriormente, as unidades da Leopoldina foram transferidas para a VFRGS.

## EFSC

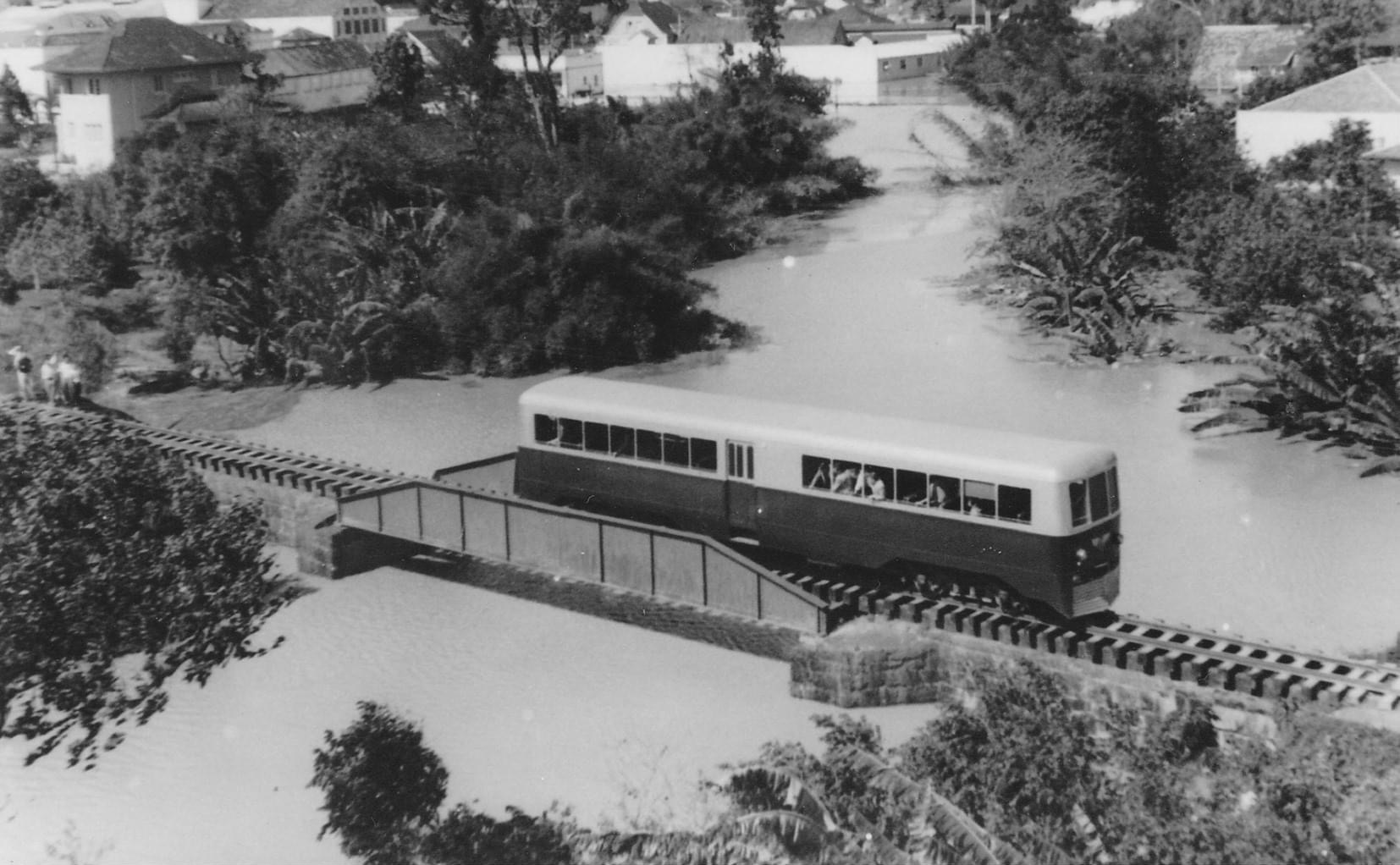
Automotriz de fabricação IRFA trafegando na EFSC, 1957

Foram adquiridas em 1948 duas automotrizes (motor + reboque), totalizando 4 unidades fabricadas pela IRFA, utilizando motor diesel da empresa Suíça Sauer com 200 hp de potência.
As automotrizes vieram ao Porto de Itajaí em 1948, sendo trazidas por um Lanchão da Sulamita, através do Rio Itajaí-Açu até o Porto Fluvial de Itoupava Seca, que localizava-se próximo das Oficinas da ferrovia e da Estação Ferroviaria de Blumenau. Entretanto as automotrizes somente começaram a operar somente em 1954.